# Batolite di Angara-Vitim
Il batolite di Angara-Vitim è costituito da un gruppo di plutoni che si sono formati nella Siberia, subito a est del Lago Baikal.
L'età di formazione del batolite risale al periodo compreso tra il Devoniano e il Mississipiano, nel Carbonifero inferiore, probabilmente in connessione con un pennacchio del mantello. Si è formato all'incirca nello stesso periodo di tempo e con lo stesso processo del batolite di Kalba-Narym, situato nel Kazakistan orientale.
Le tipologie più comuni delle rocce che lo costituiscono sono il granito, assieme alla biotite e alla granodiorite. Le rocce appartengono alle subserie alte in potassio e della shoshonite, che fanno parte della serie del magma calcalcalino. Alcune rocce appartengono anche alla serie del magma alcalino.